# 중리역
중리역(Jung-ri station, 中里驛)은 경상남도 창원시 마산회원구 내서읍 중리에 위치한 경전선의 철도역이다. 인근에 인구 7만 5천 명 가량의 내서택지지구가 조성되어 있으나, 마산역에 비해 정차하는 열차 편수가 적어 이용객은 인근 인구 수에 비하여 적은 편이다. 마산고속버스터미널의 중간 승·하차장인 내서고속버스터미널이 조금 떨어진 곳에 있다. 현재 상행 8회, 하행 8회, 총 16회의 무궁화호 열차가 정차하고 있다.

## 연혁
- 1923년 12월 1일 : 보통역으로 영업 개시[1]
- 1977년 5월 16일 : 수/소화물 취급 중지[2]
- 1998년 11월 7일 : 현 역사 신축
- 2001년 7월 1일 : 배치간이역으로 격하[3]
- 2007년 11월 1일 : 화물 취급 중지[4]
- 2012년 10월 23일 : 경전선 마산~진주간 복선전철 개통

## 역 구조
1998년에 완공된 현재의 역사가 좁은 진입로를 통해 중리역 삼거리와 연결되어 있다. 경전선 마산~진주 간 복선전철화 구간 가운데 2010년 이미 전철화가 완료되었던 마산역을 제외하고 유일하게 현재의 위치가 그대로 유지 된 역이며, 역사가 당시 완공된 지 15년도 채 안된 신축 역사였기에 역 구내선로와 승강장만 확장공사를 하여 역사는 복선 전철화 전후의 구조가 동일 한 것이 특징이다.
타는 곳(승강장)은 경전선 복선 전철개통 전까지는 1면 2선의 섬식 승강장이었으나, 복선전철화 공사를 하면서 역 구내를 확장해 복복선 선로의 양 끝 상대식 승강장으로 바뀌었고 중앙에는 열차 통과용 선로가 추가로 설치되었다. 양 승강장은 지하도를 통해 상호 이동 할 수 있다.

### 승강장
| ↑ 함안 |
| \| ２  |
| 마산 ↓ |

| 1           | 경전선 | 함안 · 진주 · 하동 · 광양 · 순천 · 광주송정 · 목포 방면 |
| (통과 선로) |        |                                                         |
| 2           | 경전선 | 부전 · 해운대 · 태화강 · 동대구 · 서울 방면             |

## 사진

대합실
개찰구
매표소
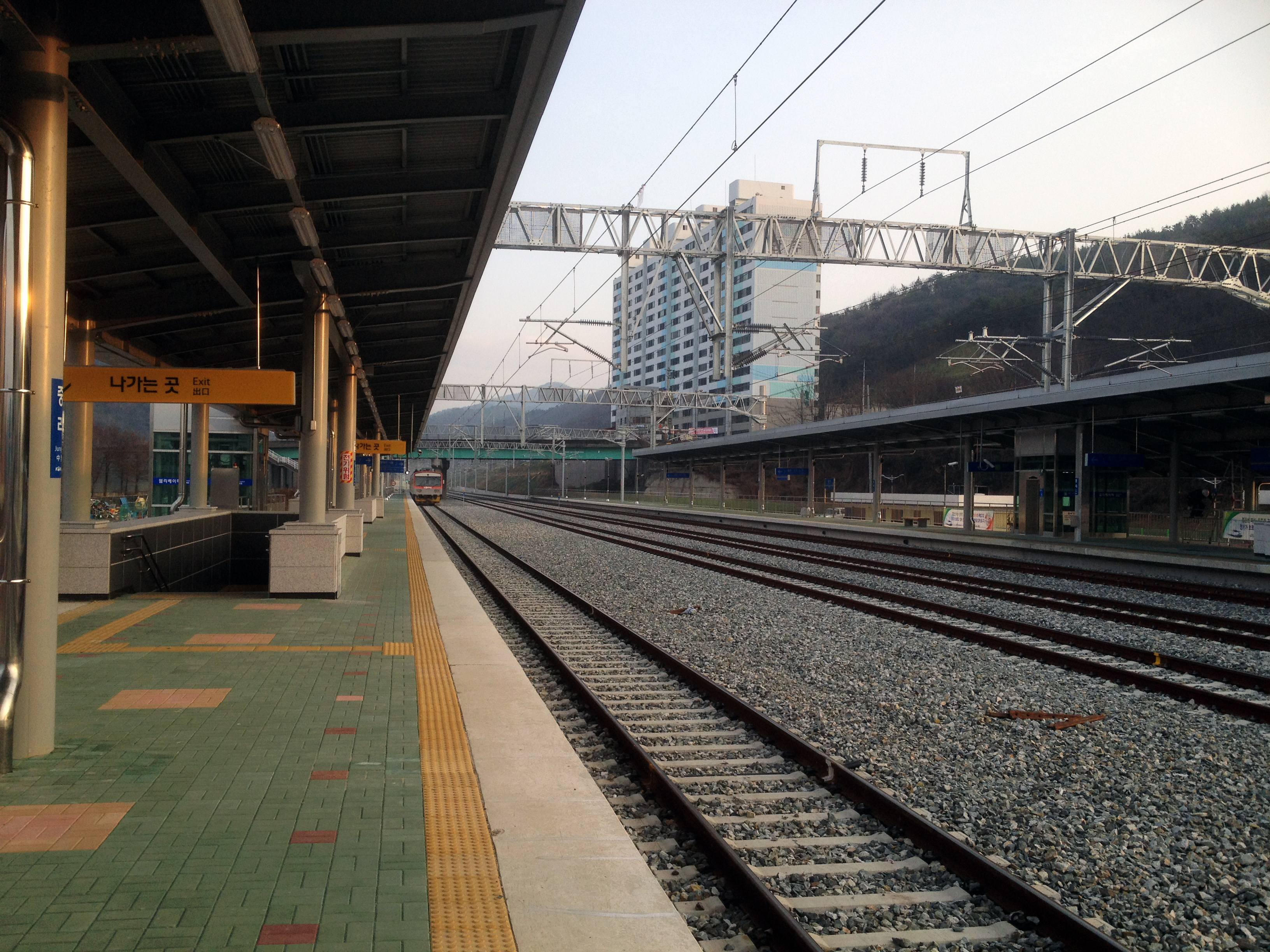
승강장
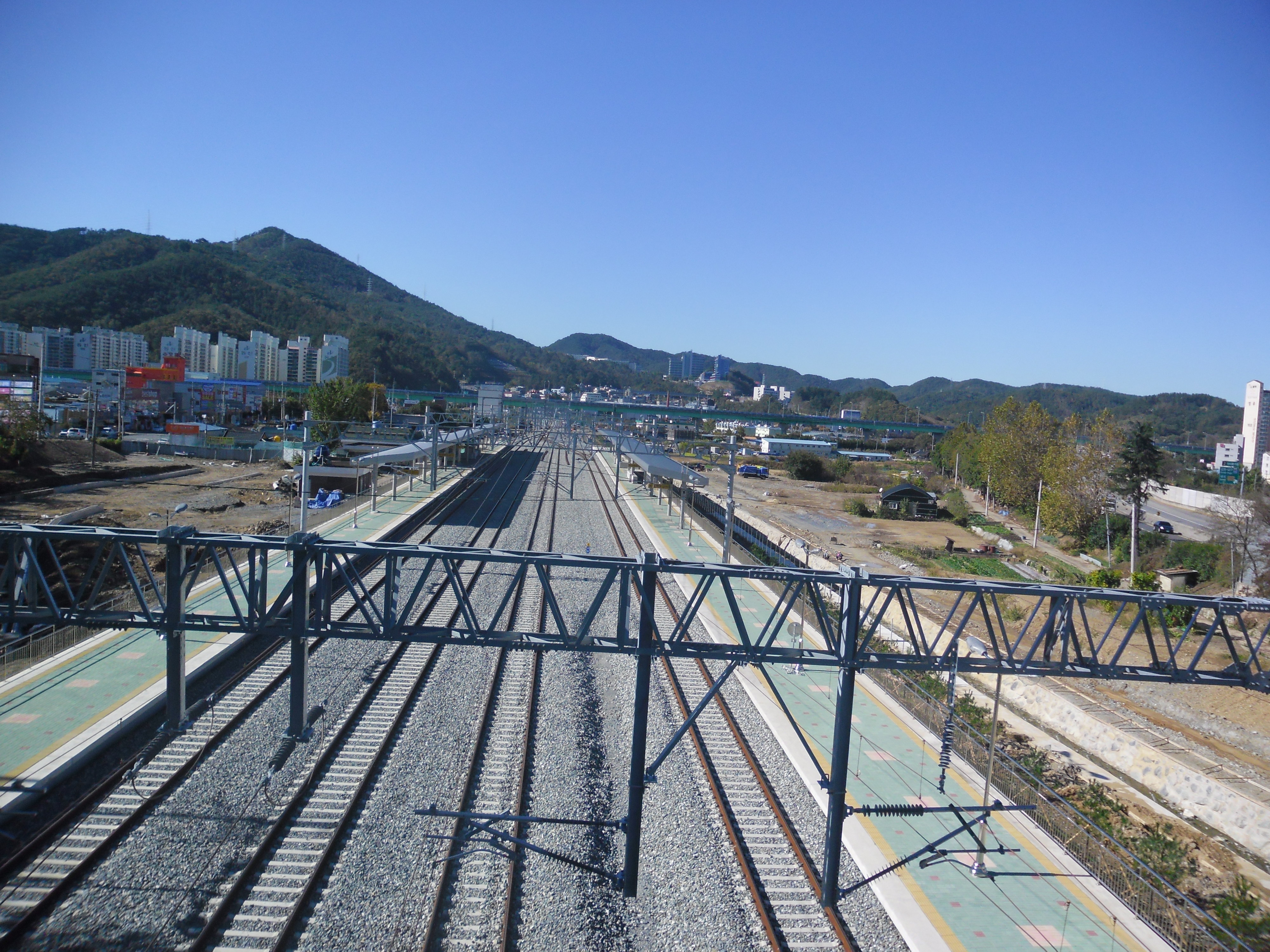
구내 전경
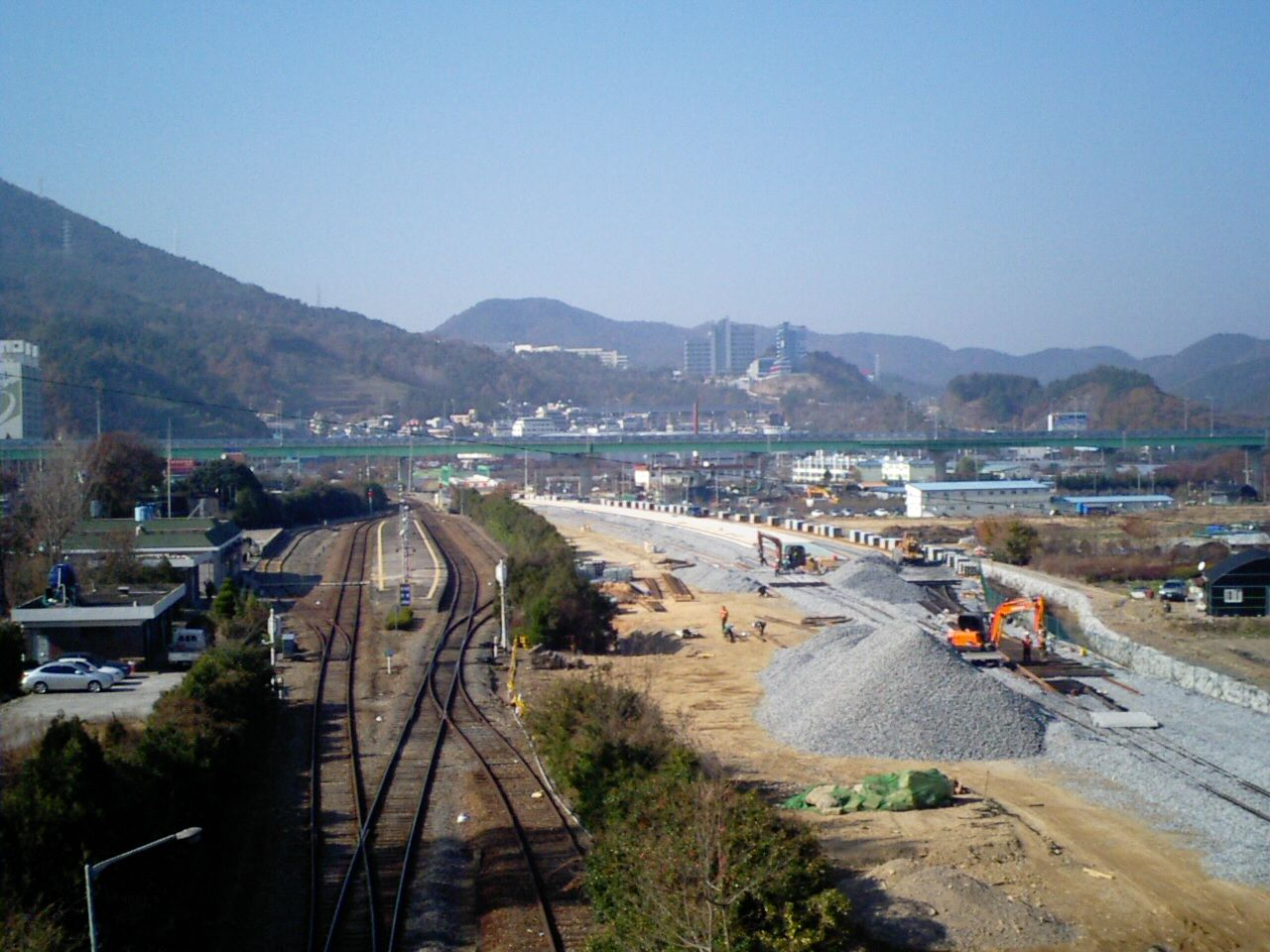
옛 구내 전경 (2008년)

## 인접한 역
| 경전본선                   | 경전본선      | 경전본선                 |
| -------------------------- | ------------- | ------------------------ |
| 마산 부전 방면 동대구 방면 | 무궁화 경전선 | 함안 목포 방면 진주 방면 |